# On the Run
«On the Run» (с англ. — «В бегах; Бегство») — инструментальная композиция британской рок-группы Pink Floyd из альбома 1973 года The Dark Side of the Moon. Представлена в оригинальном издании на первой стороне винилового диска (LP) третьим по счёту треком. Авторы музыки — Дэвид Гилмор и Роджер Уотерс.
Концертный вариант композиции «On the Run» был включён в концертный фильм Pink Floyd Delicate Sound of Thunder (1988) и в концертный альбом P.U.L.S.E. (1995), а также в концертной видеоверсии P.U.L.S.E. (1995). В рамках кампании Why Pink Floyd...? в 2011 году официально изданы одни из ранних концертных исполнений «On the Run» (в 1972 году под названием «The Travel Sequence» в Брайтоне и в 1974 году на стадионе Wembley в Лондоне), а также студийный вариант «The Travel Sequence».

## О композиции

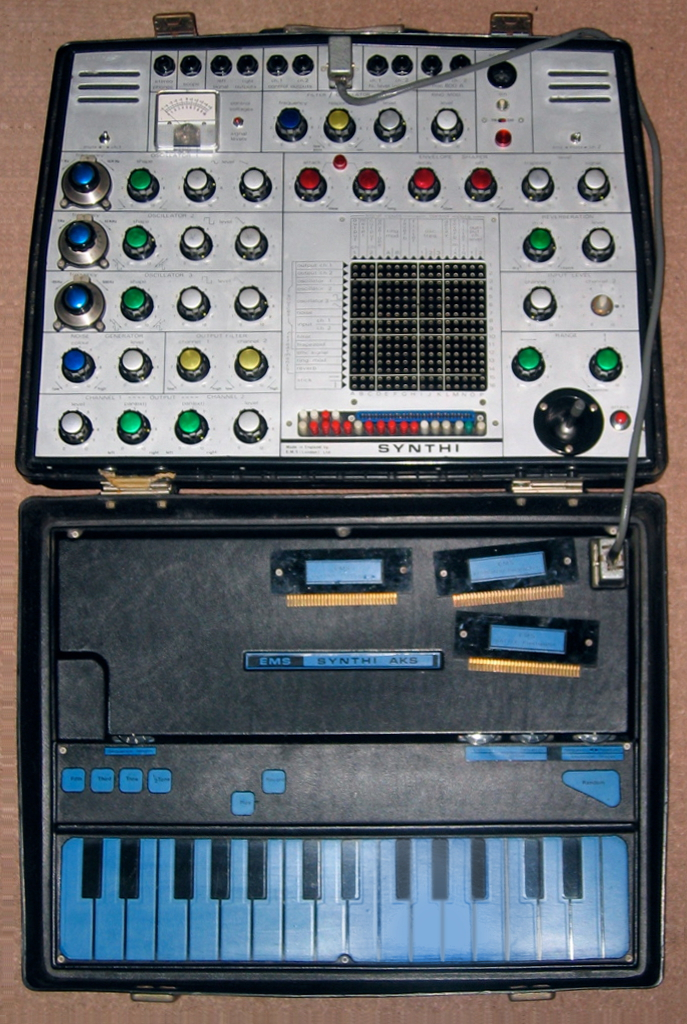
Синтезатор EMS Synthi AKS, с помощью которого была записана основная партия композиции «On the Run»

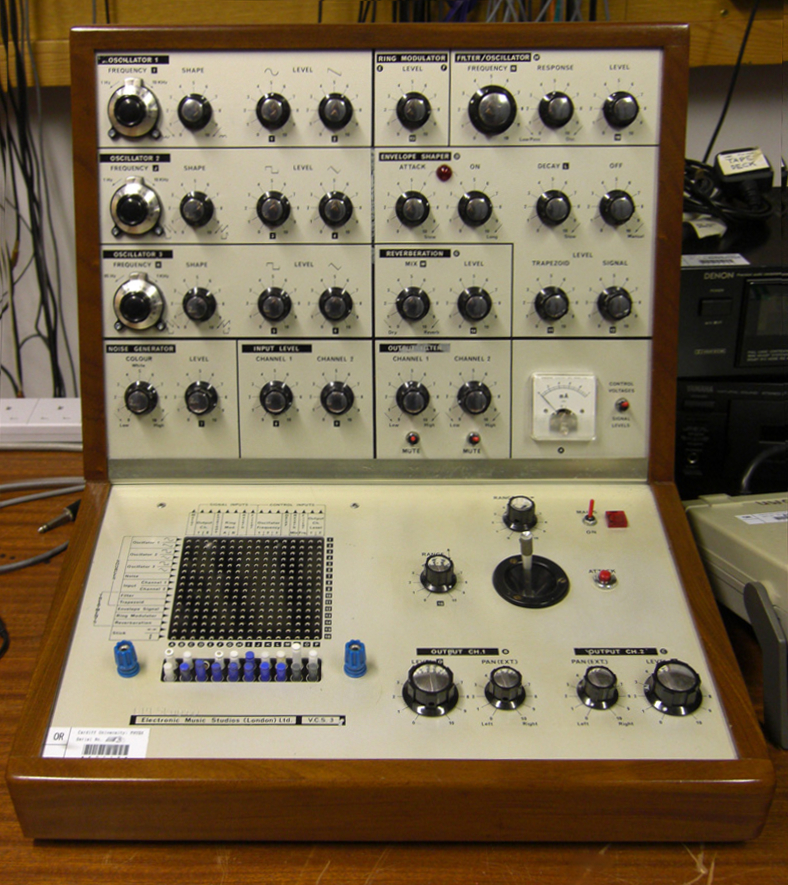
Синтезатор EMS VCS 3, с помощью которого были созданы футуристические звуки композиции «On the Run»

Первоначальный вариант композиции «On the Run» был написан во время работы над альбомом The Dark Side of the Moon в 1972 году и довольно продолжительное время обкатывался на концертах под названием «The Travel Sequence». Ранний вариант композиции представлял собой гитарную импровизацию с органными пассажами. Короткий концертный видеофрагмент с исполнением «The Travel Sequence» включён в фильм 2003 года Classic Albums: Pink Floyd – The Making of The Dark Side of the Moon. По словам Дэвида Гилмора, музыканты Pink Floyd были недовольны звучанием этого концертного номера и решили заменить гитарную композицию на электронную, её записали на только что появившемся в студийном оборудовании синтезаторе с маленькой клавиатурой и встроенным секвенсором EMS Synthi AKS. Дэвид Гилмор первым включил в работу Synthi AKS и стал исследовать его возможности, затем к его экспериментам подключился Роджер Уотерс.
Основная партия композиции была создана путём ввода в синтезатор Synthi AKS 8-нотной последовательности с включением генератора шума и осцилляторов. Этот звуковой ряд был затем ускорен и дополнен различными звуковыми эффектами. В частности, с помощью аналогового синтезатора EMS VCS 3 звуки пропустили через фильтры и осцилляторы, чтобы создать эффект вибрато, затем к ним было добавлено гитарное соло, проигранное назад с эхо-эффектом и разведённое по панораме. Его воспроизвели с помощью микрофонной стойки, которую водили по гитарным струнам. Это звучание использовали для создания шума взлетающего самолёта. С помощью EMS VCS 3 были также созданы футуристические звуки, имитирующие шум проезжающего мимо автомобиля с возникновением эффекта Доплера. Кроме того, по словам Дэвида Гилмора, для усиления тревожности были добавлены звуки сердцебиения и шум шагов. Созданием звуковой картины шагов занимался Алан Парсонс. Фрагменты студийной работы с новым для группы оборудованием показаны в фильме Pink Floyd: Live at Pompeii, в эпизоде которого Роджер Уотерс записывает одну из первых версий композиции в студии на Эбби-Роуд.
Согласно мнению Энди Маббетта, редактора журнала The Amazing Pudding и автора ряда книг о Pink Floyd, под названием «On the Run» Роджер Уотерс представил квинтесенцию паранойи. Алан Парсонс, назвавший номер «On the Run» самым сложным в альбоме The Dark Side of the Moon, интерпретировал идею композиции, как выражающую «страх перед полётами». В композицию включили один из фрагментов интервью, которые Роджер Уотерс проводил с людьми, встретившимися ему в студии Эбби-Роуд. Звучат записанные слова одного из дорожных сотрудников группы Pink Floyd Роджера по прозвищу Шляпа, сопровождаемые его смехом: «Live for today, gone tomorrow. That’s me» («Живи сегодня, умри завтра. Это по мне»).

## Исполнение на концертах
Композиция «On the Run» исполнялась в 1970-х годах на концертах Pink Floyd только как часть сюиты The Dark Side of the Moon (к 1975 году до фестиваля в Небуорте, эта сюита была исполнена группой 385 раз). Позднее композицию играли в 1987—1989 годах во время концертного тура A Momentary Lapse of Reason. Исполнение «On the Run» сопровождалось кадрами видеоклипа с движущейся по больничным коридорам и взлетающей на взлётной полосе кровати с привязанным к ней человеком, которые транслировались на круглом экране (Mr. Screen), и настоящей кроватью, пролетающей над зрителями и взрывающейся на сцене в финале композиции. Ранее на концертах вместо кровати использовалась модель самолёта. «On the Run» вместе с остальными композициями The Dark Side of the Moon исполнялась во время турне Pink Floyd 1994 года (The Division Bell) и во время тура Роджера Уотерса 2006—2008 годов The Dark Side of the Moon Live.

## Кавер-версии
Композиция «On the Run» в различных версиях исполнялась такими музыкантами, как The Seatbelts (в 1998 году), Dream Theater (в 2005 году), The Flaming Lips (в 2009 году). Электронная группа Faithless использовала семпл «On the Run» в композиции «I Want More».

## Участники записи
- Дэвид Гилмор — электрогитара, синтезатор EMS Synthi AKS[англ.], музыка;
- Роджер Уотерс — синтезатор EMS VCS 3, синтезатор EMS Synthi AKS[англ.], звуковые эффекты, музыка;
- Ричард Райт — орган Хаммонда;
- Ник Мэйсон — перкуссия, звуковые эффекты.